# Purcell (Misuri)
Purcell es una ciudad ubicada en el condado de Jasper en el estado estadounidense de Misuri. En el Censo de 2010 tenía una población de 408 habitantes y una densidad poblacional de 362,14 personas por km².

## Geografía
Purcell se encuentra ubicada en las coordenadas 37°14′36″N 94°26′22″O / 37.24333, -94.43944. Según la Oficina del Censo de los Estados Unidos, Purcell tiene una superficie total de 1.13 km², de la cual 1.13 km² corresponden a tierra firme y (0%) 0 km² es agua.

## Demografía
Según el censo de 2010, había 408 personas residiendo en Purcell. La densidad de población era de 362,14 hab./km². De los 408 habitantes, Purcell estaba compuesto por el 94.36% blancos, el 1.47% eran afroamericanos, el 2.21% eran amerindios, el 0% eran asiáticos, el 0% eran isleños del Pacífico, el 0% eran de otras razas y el 1.96% pertenecían a dos o más razas. Del total de la población el 0.74% eran hispanos o latinos de cualquier raza.